# Duvalius ghidinii
Duvalius ghidinii is een keversoort uit de familie van de loopkevers (Carabidae). De wetenschappelijke naam van de soort is voor het eerst geldig gepubliceerd in 1909 door Gestro & Dodero.